# Opération Amaryllis
Pour les articles homonymes, voir Amaryllis (homonymie).
 (octobre 2007).
L'opération Amaryllis est une opération militaire française menée entre le 8 avril 1994 et le 14 avril 1994 au Rwanda afin d'évacuer des ressortissants français et étranger à la suite de l'attentat du 6 avril 1994 contre le président Juvénal Habyarimana.

## Contexte
Le 8 avril 1994, deux jours après l'attentat contre le président Habyarimana, la France déclenche l'opération Amaryllis pour permettre l'évacuation sécurisée de 1 400 personnes. Le général Henri Poncet est chargé d'en assurer le commandement.
Le 14 avril l'opération Amaryllis est terminée, avec un bilan controversé.

## Critiques
Certains survivants rwandais, dans des témoignages recueillis par Survie, ont vivement critiqué cette opération qui, selon quelques témoignages, n'incluait pas l'évacuation des Rwandais, menacés par les massacres, même lorsqu'ils étaient employés par les autorités françaises. Vénuste Kahyimahe, un Rwandais qui travaillait au Centre culturel français à Kigali, consignera dans son livre France-Rwanda : les coulisses du génocide ce qu'il considère comme un abandon français et une description de cette opération, où les soldats avaient occupé le centre culturel comme quartier général. Il a également témoigné verbalement dans le documentaire de Raphaël Glucksmann et David Hazan, Rwanda: Tuez-les tous :
« Ils sont restés trois ou quatre jours, je les ai suppliés, Ils m'ont fait comprendre que je les emmerdais, qu'il n'était pas question qu'ils nous emmènent, quand ils partiront ils vont nous laisser. Deux jeunes militaires ont essayé de nous aider mais c'était dérisoire, ils m'ont réveillé au milieu de la nuit en disant “Comment vous allez faire, demain on part, on va vous abandonner, c'est sûr. C'est les ordres, on doit vous abandonner. Il faut vous préparer à vous défendre.” J'ai dit que je n'avais pas d'arme.  »
Lors de leurs auditions devant la mission d'information parlementaire sur le Rwanda, M. Alain Juppé, alors ministre des affaires étrangères, insista sur le fait qu'« aucun tri n’avait été effectué en fonction de l’origine ethnique des personnes et souligné qu’affirmer le contraire, sans apporter la moindre preuve était particulièrement grave ». M. François Léotard, alors ministre de la défense, affirma quant à lui que « l’opération Amaryllis [...] a consisté en une action classique d’évacuation, dans laquelle priorité était donnée aux ressortissants européens, selon une pratique constante, mais que des personnes de nationalité rwandaise ont été également concernées. Il a déclaré ne pas savoir si, sur place, une discrimination avait été instaurée entre les ethnies lors de l’évacuation ». Selon l'ambassadeur français alors en poste à Kigali, Jean-Michel Marlaud, les évacuations n'ont pas inclus les Tutsis à cause de l'absence de réseau téléphonique, sauf chez les Européens, pourvus depuis 1990 (et les exactions contre eux) d'un système radio régulièrement perfectionné. L'ancien chef de gouvernement Faustin Twagiramungu, Hutu modéré qui a perdu des dizaines de membres de sa famille lors du génocide, a également défendu l'attitude des soldats français. Cependant, le général Christian Quesnot, chef d’Etat major particulier du Président de la République entre 1991 et 1995, a rappelé devant la mission d'information sur le Rwanda, que le volume des forces mises en œuvre (500 hommes) correspondait à l’opération type d’évacuation de ressortissants : contrôler l’aéroport, aller chercher les gens, les ramener le plus vite possible, rester le moins longtemps possible sur le terrain afin d’éviter au maximum les pertes. Il a confirmé à Paul Quilès, président de cette mission parlementaire, que la force Amaryllis était une force militaire spécialement dimensionnée, avec des missions de stricte évacuation des ressortissants français et qu'il n'était pas prévu que les forces engagées dans Amaryllis puissent s'interposer. Il ajoutera enfin que la France aurait pu intervenir techniquement seule avec 2 500 ou 3 000 hommes, mais que, psychologiquement et politiquement, elle ne pouvait pas le faire.
La Mission d'information sur le Rwanda relève également qu'un refus d'évacuation a été opposé à des employés du centre culturel, et que sur ce point « Il semble donc qu’en l’espèce, il y ait bien eu deux poids et deux mesures et que le traitement accordé à l’entourage de la famille Habyarimana ait été beaucoup plus favorable que celui réservé aux employés tutsis dans les postes de la représentation française -ambassade, centre culturel, Mission de coopération-. ». En particulier, le premier avion décolle de Kigali le 9 avril avec 43 Français et 12 membres de la famille Habyarimana et, le 11 avril, 97 enfants de l'orphelinat Sainte-Agathe (dont les liens avec Agathe Habyarimana ont été mis en avant sans pouvoir être formellement démontrés) sont évacués. Agathe Habyarimana, l'épouse du président rwandais assassiné, Juvénal Habyarimana, sera accueillie par François Mitterrand qui lui a fait verser 200 000 francs de pécule,. 
En ce qui concerne les employés de l'ambassade de France au Rwanda, un seul est évacué avec sa famille par les troupes françaises. Parmi les 72 personnes rémunérées par l'État français, 19 ont été assassinées. En 2011, lors de la 17e commémoration du génocide, l'ambassadeur de France au Rwanda a exprimé aux familles des victimes ses profonds regrets et ses excuses « pour cet abandon tragique ».
Le 25 janvier 2008, Serge Farnel, correspondant en France de l'ARI, a révélé le contenu du compte-rendu (N° 018/3°RPIMa/EM/CD) que l'officier Henri Poncet adressa le 27 avril 1994 au chef d’état-major des armées, à qui il fit état, en se référant au COMOPS (Communication des opérations spéciales), de son « souci permanent de ne pas leur montrer [aux médias, ndlr] des soldats français limitant l’accès aux centres de regroupement aux seuls étrangers sur le territoire du Rwanda », tout en précisant qu’il s’agissait là des provisions consignées dans la Directive n°008/DEF/EMA du 10 avril. 
Une révélation qui vient jeter un trouble sur les déclarations de l'ancien ambassadeur au Rwanda, Jean-Michel Marlaud, devant les députés français. La question se pose également de savoir pourquoi la mission d'information parlementaire sur le Rwanda n'a pas tenu à rendre publique l'intégralité de ce compte-rendu, bien qu'elle cite le « souci permanent » du COMOPS « de ne pas leur montrer [aux médias, ndlr] des soldats français n’intervenant pas pour faire cesser des massacres, dont ils étaient pourtant les témoins proches »). Des massacres dont l'armée française et l'Elysée n'étaient alors pas sans savoir qu'il s'agissait de la mise en œuvre d'un génocide à l'encontre des Tutsis.

## Bilan
L'opération française a permis d'évacuer environ 600 ressortissants français et 800 étrangers, dont 600 Africains et parmi ceux-ci, 400 Rwandais. Dans le même temps, la Belgique a évacué 1 200 personnes dont 1 000 Belges, l’Italie et le Canada respectivement une centaine de personnes.